# Мидленд (округ, Мичиган)
Ми́дленд (англ. Midland County) — округ в штате Мичиган, США. Официально образован в 1831 году. По состоянию на 2010 год, численность населения составляла 83 629 человек.

## География
По данным Бюро переписи США, общая площадь округа равняется 1 367,521 км2, из которых 145,040 км2 суша и 31,080 км2, или 2,200 %, водоёмы.

## Население
По данным переписи населения 2000 года в округе проживает 82 874 жителей в составе 31 769 домашних хозяйств и 22 683 семей. Плотность населения составляет 61,00 человек на км2. На территории округа насчитывается 33 796 жилых строений, при плотности застройки около 25,00-ти строений на км2. Расовый состав населения: белые — 95,50 %, афроамериканцы — 1,05 %, коренные американцы (индейцы) — 0,40 %, азиаты — 1,49 %, гавайцы — 0,03 %, представители других рас — 0,44 %, представители двух или более рас — 1,09 %. Испаноязычные составляли 1,55 % населения независимо от расы.
В составе 34,90 % из общего числа домашних хозяйств проживают дети в возрасте до 18 лет, 60,10 % домашних хозяйств представляют собой супружеские пары проживающие вместе, 8,10 % домашних хозяйств представляют собой одиноких женщин без супруга, 28,60 % домашних хозяйств не имеют отношения к семьям, 23,50 % домашних хозяйств состоят из одного человека, 9,00 % домашних хозяйств состоят из престарелых (65 лет и старше), проживающих в одиночестве. Средний размер домашнего хозяйства составляет 2,56 человека, и средний размер семьи 3,04 человека.
Возрастной состав округа: 26,90 % моложе 18 лет, 8,70 % от 18 до 24, 29,20 % от 25 до 44, 23,20 % от 45 до 64 и 23,20 % от 65 и старше. Средний возраст жителя округа 36 лет. На каждые 100 женщин приходится 96,30 мужчин. На каждые 100 женщин старше 18 лет приходится 93,30 мужчин.
Средний доход на домохозяйство в округе составлял 45 674 USD, на семью — 55 483 USD. Среднестатистический заработок мужчины был 45 656 USD против 27 470 USD для женщины. Доход на душу населения составлял 23 383 USD. Около 5,70 % семей и 8,40 % общего населения находились ниже черты бедности, в том числе — 9,50 % молодежи (тех, кому ещё не исполнилось 18 лет) и 7,50 % тех, кому было уже больше 65 лет.